# SAS (informática)

SAS, ou "Statistical Analysis System", é uma empresa pioneira em Business intelligence e de uma família de softwares gerenciadores de bancos de dados comercializados por ela. A empresa se chamava SAS Institute até 2001, a partir de então teve seu nome alterado para SAS.

## A Empresa SAS
A empresa SAS Inc. fica em Cary, Carolina do Norte, Estados Unidos, e tem sido uma das maiores produtoras de softwares voltados para Business Intelligence, desde a sua fundação em 1976 por Anthony Barr, James Goodnight, John Sall e Jane Helwig. Originalmente SAS era um acrônimo de Sistema de Análises Estatísticas (Statistical Analysis System). Seu maior uso comercial no início da carreira era na agronomia, para medir e estimar o tamanho das colheitas. Até hoje, o ministério da agricultura dos Estados Unidos ainda é um de seus clientes.
Em 2001, o SAS Institute passou a se chamar SAS e remodelou seu logotipo e sua linha de produtos. Com isso ele pretendeu se descolar da imagem de fornecedor de software modular (uma atividade cada vez menos rentável) e assumir a imagem de fornecedor de soluções integradas (uma atividade cada vez mais rentável). Assim, o Sistema SAS deixou de existir para o mercado e passou a ser mostrado apenas as soluções montadas com o Sistema SAS.

## O Sistema SAS
O SAS é um sistema integrado de aplicações para a análise de dados, que consiste de: Recuperação de dados, Gerenciamento de arquivos, Análise estatística, Acesso a Banco de Dados, Geração de gráficos, Geração de relatórios. Trabalha com quatro ações básicas sobre o dado: Acessar, Manipular, Analisar e Apresentar.  Pode ser instalado em diversos ambientes operacionais disponíveis no mercado, sendo os programas e arquivos portáveis para qualquer um desses ambientes. Na verdade, é lendária sua portabilidade e disponibilidade. É difícil encontrar uma plataforma viva (i.e. que ainda está em produção) que não conte com sua versão de SAS.
Outro aspecto lendário do Sistema SAS é a habilidade de acessar praticamente qualquer formato de dado, em qualquer base. Mesmo bases de dados descontinuadas comercialmente ainda contam com possibilidade de acesso via SAS. O módulo SAS/ACCESS to é o responsável por essa funcionalidade, bastando escolher o adequado. Por exemplo, SAS/ACCESS to Adabas acessa o banco de dados Adabas. SAS/ACCESS to ODBC acessa diversos formatos, todos mapeados através da interface ODBC. Formatos texto (CSV, TXT etc) e o próprio formato SAS, são acessados nativamente pelo Base SAS, sem necessidade de nenhum outro módulo.

## Outros Componentes Estatísticos do SAS
Diversos outros componentes do SAS System também fornecem suporte estatístico. O Enterprise Guide é uma ferramenta OLAP para Windows, orientado por projetos, e que possibilita acesso rápido a uma grande parte da potencialidade analítica do SAS para estatísticos, analistas de negócios e programadores SAS.
O Analyst Application fornece acesso do tipo "apontar e clicar" para a funcionalidade estatística básica do software, o Base SAS. O software SAS/QC oferece ferramentas para o aprimoramento da qualidade estatística, incluindo ferramentas para o controle da qualidade estatística e uma interface para a realização de experimentos. O software SAS/ETS inclui ferramentas para econometria e análise de séries temporais. O software SAS/OR fornece uma grande variedade de métodos de otimização com diversos aplicativos estatísticos.